# Terminal DVB-T
Cet article court présente un sujet plus développé dans : DVB-T.
Un terminal DVB-T est un appareil informatique permettant la réception des signaux au format DVB-T.
Cet équipement tend à être appelé aussi décodeur dans la mesure où il intègre à la fois une fonction de démodulation et une fonction de décodage numérique (Mpeg 2 ou 4). Il peut contenir un disque dur.